# Episernomorphus
Episernomorphus is een geslacht van kevers uit de familie van de klopkevers (Anobiidae).

## Soort
- Episernomorphus leonhardi Roubal, 1917